# Beetzsee
Beetzsee es un municipio situado en el distrito de Potsdam-Mittelmark, en el estado federado de Brandeburgo (Alemania), a una altitud de 30 metros. Su población a finales de 2016 era de unos 2500 habs. y su densidad poblacional, 70 hab/km².